# Luis Rafael Mac Kay
Luis Rafael Mac Kay (Gualeguay, 9 de abril de 1905 - Lanús, 25 de mayo de 1963) fue un político argentino que ejerció el cargo de Ministro de Educación y Justicia durante toda la presidencia de Arturo Frondizi.

## Biografía
En 1930 fue elegido diputado provincial de Entre Ríos - casi la única provincia que no fue intervenida tras el golpe de Estado de 1930 - hasta el año 1933. Pertenecía al sector que continuaba leal al derrocado presidente Hipólito Yrigoyen. Se negó a seguir a los demás yrigoyenistas en su alianza con los antipersonalistas y fundó un pequeño partido, al que llamó UCR Yrigoyenista, con el que logró ser nuevamente elegido nuevamente diputado provincial en 1935.
Reincorporado al radicalismo, fue elegido nuevamente diputado provincial en 1943, pero no pudo asumir debido al golpe de Estado de ese año. Fue elegido diputado nacional en 1946, y fue miembro del "Bloque de los 44" diputados radicales que se opusieron a los diputados del peronismo. Fue también uno de los fundadores del Movimiento de Intransigencia y Renovación, junto a Arturo Frondizi, Ricardo Balbín, Crisólogo Larralde, Moisés Lebensohn y Oscar Alende.
Cuando la Unión Cívica Radical Intransigente nombró candidato a presidente a Frondizi, fue uno de los dos precandidatos a vicepresidente, junto con Héctor Noblía; Frondizi decidió llevar como vice al ignoto Alejandro Gómez, mientras nombraba a Noblía con el cargo de Ministro de Asistencia Social y Salud Pública y a Mac Kay como Ministro de Educación y Justicia.
Su mandato se centró en varias líneas educativas simultáneas: se multiplicaron las escuelas de educación técnica, se dio aliento al INTI, al INTA, al Consejo Nacional de Educación Técnica (CONET) con representación estatal, patronal y sindical, y al Conicet, presidido por el Premio Nobel Bernardo Houssay.
La política educativa de Frondizi se caracterizó por la sanción de dos grandes leyes: la que aprobó el Estatuto del Docente y la que habilitó a las universidades privadas - en su mayoría católicas - a emitir títulos profesionales. Esta última motivó una gran protesta estudiantil conocida como «Laica o libre», dirigida por la Federación Universitaria Argentina. Los estudiantes y muchos de los rectores de las universidades nacionales - entre ellos el hermano del presidente, Risieri Frondizi - defendían la bandera de la «enseñanza laica» (opuesta al proyecto de ley frondicista), mientras que el gobierno y la Iglesia católica defendían la bandera de la «enseñanza libre».
Tras las elecciones de marzo de 1962, en que el peronismo resultó triunfante, las fuerzas armadas decidieron forzar la renuncia de Frondizi; el presidente se negó a renunciar. Las fuerzas armadas lo obligaron a pedirle la renuncia de todos sus ministros, entre ellos: Mac Kay. Frondizi fue derrocado tres días más tarde, y Mac Kay padeció fusilamiento un año y dos meses después, el 25 de mayo de 1963.